# Ummidius Quadratus
Ummidius Quadratus war ein römischer Senator des 2. Jahrhunderts n. Chr.
Sichere direkte Belege für seine Laufbahn existieren nicht, allerdings lässt sich seine Existenz durch Verwandtschaftsbeziehungen erschließen. In der Historia Augusta wird berichtet, dass Kaiser Mark Aurel (regierte 161–180) Teile seines Vermögens an einen Sohn seiner Schwester weitergab, da diese selbst bereits tot war. Dieser Sohn wird im Text als „Ummidius Quadratus“ bezeichnet und lässt sich mit Marcus Ummidius Quadratus identifizieren, der 167 den Konsulat bekleidete. Aus dessen Namen lässt sich erschließen, dass seine Mutter, Mark Aurels Schwester Annia Cornificia Faustina, einen Angehörigen der Familie der Ummidier geheiratet hatte, der anscheinend seinerseits die Namen Ummidius und Quadratus trug. Dieser Mann dürfte ein Sohn des Suffektkonsuls von 118, Gaius Ummidius Quadratus, gewesen sein.
Bei einem Mann dieses Ranges wäre zu erwarten, dass er ebenfalls den Konsulat erreicht hätte, sofern er nicht zu früh verstarb. Ein mögliches Indiz liefert die Nennung eines Gaius Annianus Verus als Suffektkonsul des Jahres 146 in den Fasti Ostienses, einer Liste römischer Amtsträger. Dieser Name muss die unvollständige Form eines längeren Namens (siehe Polyonymie) sein, da Annianus und Verus beides Cognomina sind, während der für einen vollständigen römischen Namen notwendige Gentilname fehlt. Verschiedene Überlegungen sprechen für die Hypothese, dass dieser Suffektkonsul von 146 mit vollem Namen Gaius Ummidius Quadratus Annianus Verus hieß und mit dem Schwager des Kaisers Mark Aurel identisch ist.